# Ccsim
A ccsim (hangul: 찜, RR: jjim) általánosan a párolt, gőzölt vagy kevés lében főtt koreai ételek megnevezése, a csorim (jorim)hoz hasonló eljárással készülnek. A ccsim (jjim) eredetileg olyan ételeket jelentett, amelyeket agyag gőzölődényben (시루, siru) készítettek. Manapság a hozzávalókat levesben megfőzik, majd a folyadékot alaposan lefőzik. A modern konyhában készülhet kukta használatával is.
Ezzel a módszerrel különféle húsokat, tenger gyümölcseit és zöldségeket készítenek együtt, a fő hozzávalókat előbb marinálják, majd kevés vízben felfőzik és a levet elpárologtatják.

## Változatok
- andong ccsimdak (andong jjimdak) (안동찜닭): csirkével, üvegtésztával és zöldségekkel[5]
- kalbiccsim (galbijjim) (갈비찜): kalbi (galbi)ból[6]
- kjeran ccsim (gyeran jjim) (계란찜): párolt tojás[7]
- szengszon ccsim (saengseon jjim) (생선찜): párolt hal (csíkos sügér, tengeri sügér, lepényhal)[8]
- tubuccsim (dubujjim) (두부찜): tofuból[9]
- ttokpokki (ddeokbokki) (떡볶이) vagy ttokccsim (ddeokjjim) (떡찜):[10] ttok (ddeok)ból (rizssütemény)[11]

## Galéria

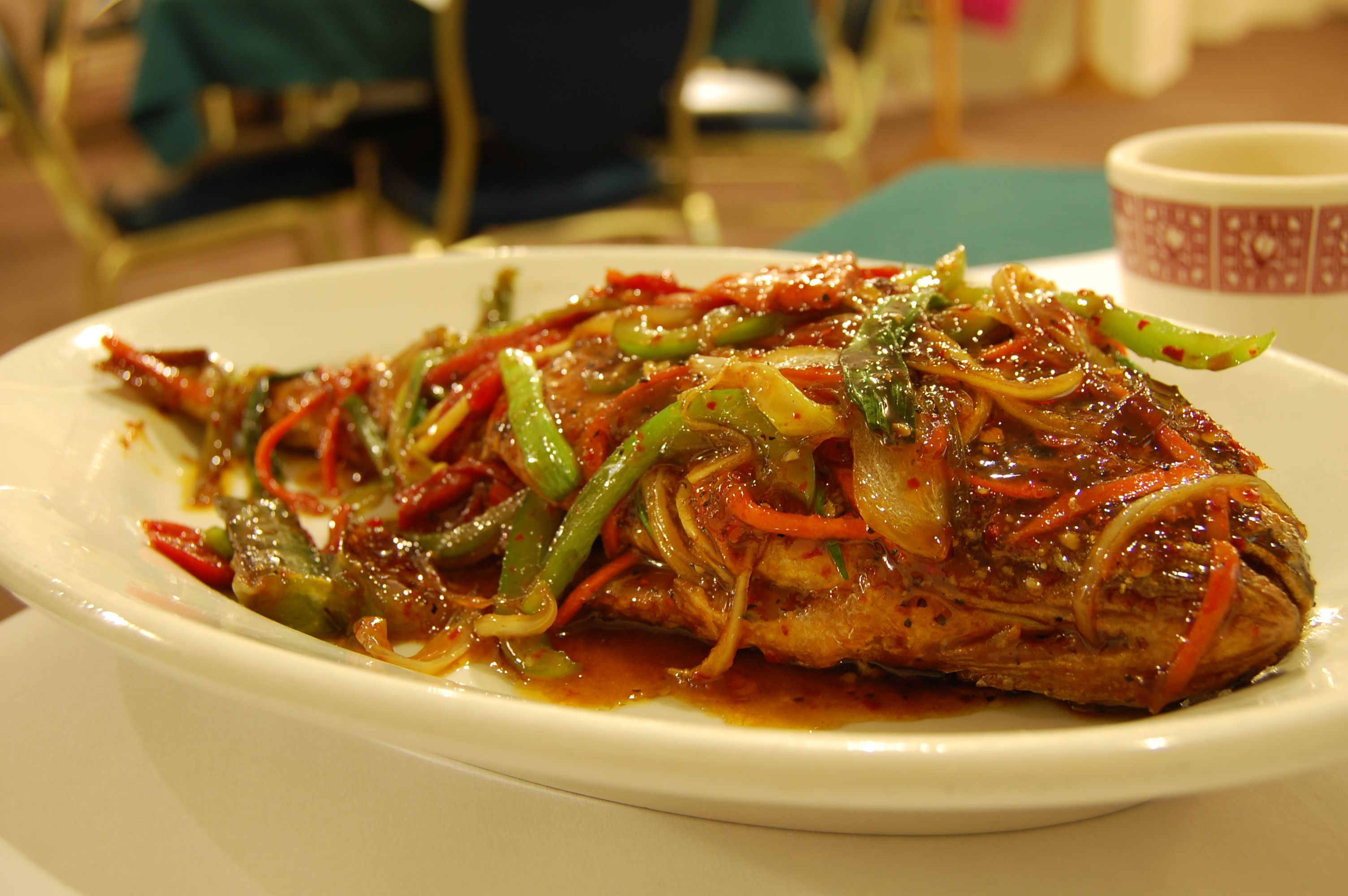
szengszon ccsim
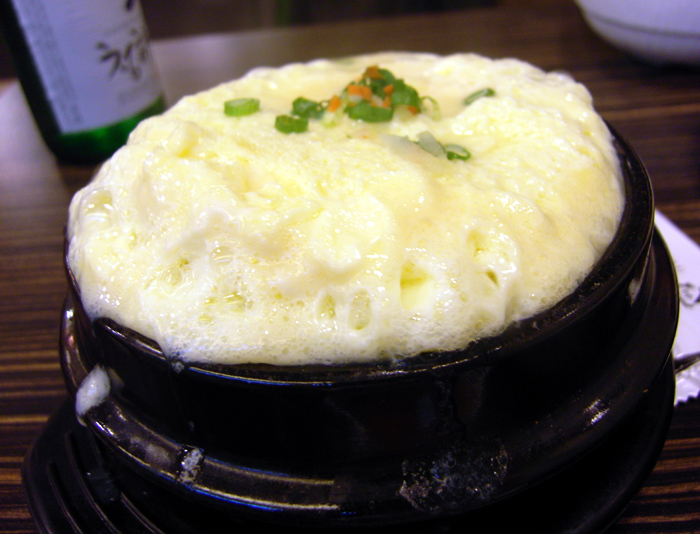
kjeran ccsim
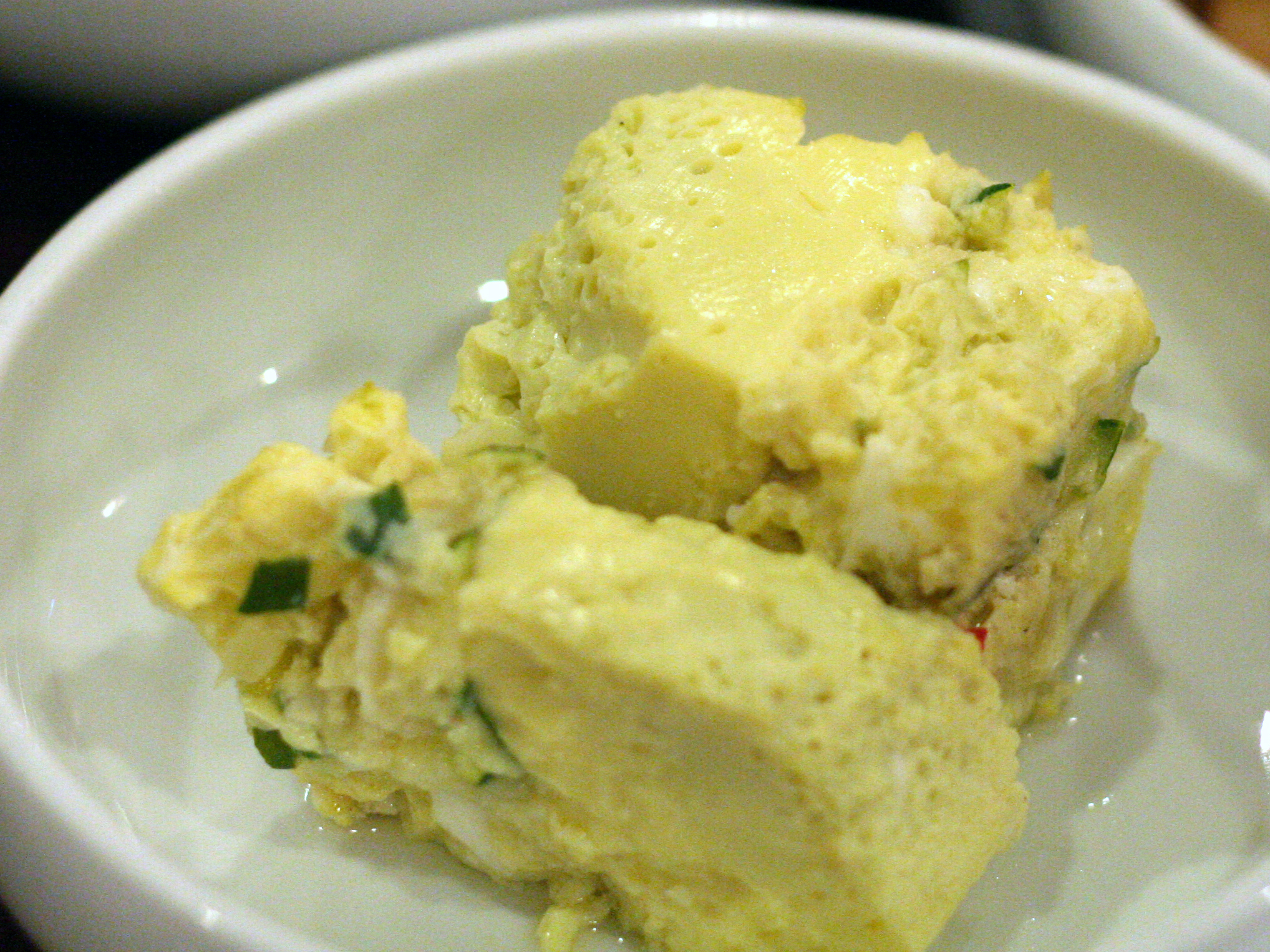
kjeran ccsim szeletelve
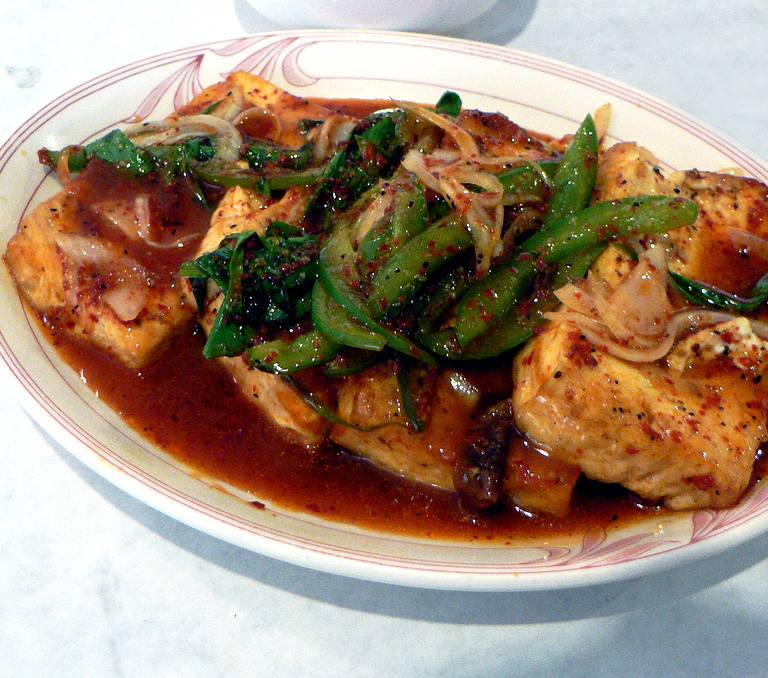
tubuccsim
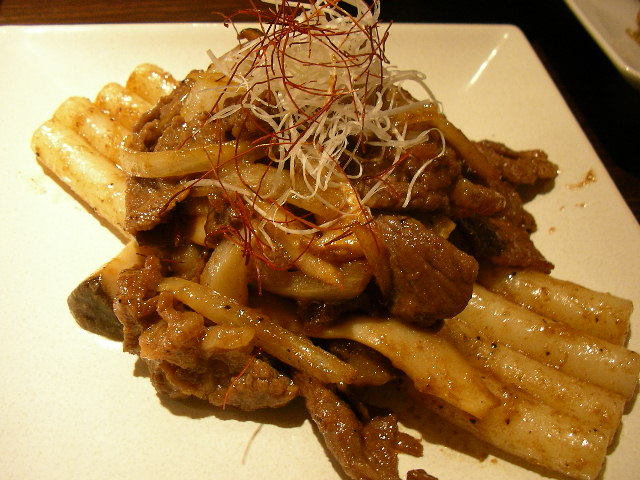
ttokpokki szójaszószban